# Tyler (Vorname)
Tyler ist ein männlicher und weiblicher Vorname.

## Herkunft und Bedeutung
Tyler ist ein berufsbezogener, vom gleichlautenden Familiennamen übernommener englischer, weit überwiegend männlicher Vorname, abgeleitet von tiler mit der Bedeutung „Fliesenleger“.

## Bekannte Namensträger

### Männlicher Vorname
- Tyler Alvarez (* 1997), US-amerikanischer Schauspieler und Kinderdarsteller
- Tyler Arnason (* 1979), kanadisch-US-amerikanischer Eishockeyspieler
- Tyler Bates, US-amerikanischer Musikproduzent und Komponist
- Tyler Brûlé (* 1968), kanadischer Medienunternehmer, Journalist und Designer
- Tyler Burge (* 1946), US-amerikanischer Philosoph
- Tyler Christopher (1972–2023), US-amerikanischer Schauspieler
- Tyler Christopher (* 1983), kanadischer Sprinter
- Tyler Cowen (* 1962), US-amerikanischer Ökonom
- Tyler Cuma (* 1990), austro-kanadischer Eishockeyspieler
- Tyler Edey (* 1980), kanadischer Poolbillardspieler
- Tyler Ennis (* 1989), kanadischer Eishockeyspieler
- Tyler Farrar (* 1984), US-amerikanischer Radrennfahrer
- Tyler Ford (* 1985), US-amerikanischer Basketballschiedsrichter
- Tyler Hamilton (* 1971), US-amerikanischer Radrennfahrer
- Tyler Hilton (* 1983), US-amerikanischer Schauspieler und Musiker
- Tyler Hoechlin (* 1987), US-amerikanischer Schauspieler
- Tyler Joseph (* 1988), US-amerikanischer Sänger
- Tyler Kennedy (* 1986), kanadischer Eishockeyspieler
- Tyler Labine (* 1978), kanadischer Schauspieler
- Tyler Lovell (* 1987), australischer Hockeyspieler
- Tyler Mane (* 1966), kanadischer Schauspieler und Wrestler
- Tyler Moss (* 1975), kanadischer Eishockeyspieler
- Tyler Myers (* 1990), kanadischer Eishockeyspieler
- Tyler Palmer (* 1950), US-amerikanischer Skirennläufer
- Tyler Patterson, US-amerikanischer Pokerspieler
- Tyler Polumbus (* 1985), US-amerikanischer American-Football-Spieler
- Tyler Posey (* 1991), US-amerikanischer Schauspieler
- Tyler Simpson (1985–2011), australischer Fußballspieler
- Tyler Wright (* 1973), kanadischer Eishockeyspieler

Mittelname:
- Zach Tyler Eisen (* 1993), US-amerikanischer Schauspieler
- James Tyler Greene (* 1983), US-amerikanischer Baseballspieler
- Elliot Tyler Johnson (* 1984), US-amerikanischer Baseballspieler
- James Tyler Kent (1849–1916), US-amerikanischer Homöopath
- John Tyler Morgan (1824–1907), US-amerikanischer General und Politiker
- Leland Tyler Wayne (Metro Boomin; * 1993), US-amerikanischer Hip-Hop-Produzent

### Weiblicher Vorname
- Mary Tyler Moore (1936–2017), US-amerikanische Schauspielerin
- Tyler Stewart (* 1978), US-amerikanische Triathletin

### Künstlername
- Tyler, the Creator (Tyler Okonma; * 1991), US-amerikanischer Rapper

### Kunstfiguren
- Tyler Durden, Protagonist aus dem Film Fight Club (1999)

## Sonstiges
- Mary Tyler Moore (Fernsehserie), US-Sitcom um Mary Tyler Moore
- Tyler Davidson Fountain, Brunnen in Cincinnati, Ohio